# Скит патриарха Никона
Скит патриарха Никона — четырёхъярусный одноглавый храм (скит) на территории Новоиерусалимского монастыря (город Истра, Московская область), «отходная пустынька» основателя монастыря (до середины XIX века официально носил наименование «отходной пустыни») патриарха Никона, памятник архитектуры XVII века. До нашего времени в основном сохранил свой первоначальный облик.

## История
Воскресенский Новоиерусалимский мужской монастырь был основан патриархом Никоном в 1656 году. Согласно замыслу патриарха предполагалось, что сюда будет перенесен Гроб Господень. В связи с той ролью, которая предназначалась новой обители, её главный храм в плане повторяет храма Гроба Господня в Иерусалиме, а местность вокруг неё была перепланирована. Топография Святой земли была перенесена на окрестности монастыря, и близлежащие географические объекты получили новые наименования, взятые из Евангелий. Река Истра стала Иорданом, холм, на котором расположен монастырь — Сионом, а холм на севере от него — Фавором.
Скит упоминается в монастырской описи 1679 года: «Да за монастырём церковь на островку, что именуется пустыня, в которой моливился в Великий пост бывший Никон патриарх…». Сооружение располагается в 300 м к северо-западу от стен монастыря рядом с рекой Истрой. Изначально скит стоял на искусственном острове, который был создан с помощью проток, подведённых от реки, в настоящее время от этих проток остались лишь овраги. Скит был возведён в ходе первого этапа создания Новоиерусалимского монастыря. Строительные работы продолжались с конца 1650-х до 1662 года, и по ходу их изменялись планировка сооружения и его внешний вид.

## Описание
Здание скита кубического объёма, немного вытянуто вверх, с апсидой с восточной стороны, завершено главой с куполом. Кровля здания плоская. Первоначально скит был двухэтажной постройкой с крыльцом и примыкающей к нему с восточной стороны миниатюрной церковью в четыре столпа. По фасаду между двумя первыми этажами отсутствует декоративное членение, различаются они оформлением окон — окна первого этажа лишены наличников, окна второго этажа имеют наличники традиционной для русского зодчества эпохи формы, выложенные кирпичом. Вероятно, в начале 1660-х годов здание получило ещё два (третий и четвёртый) этажа, а на первом этаже были устроены хозяйственные помещения. Проёмы между столбами церкви были замурованы, а сама церковь упразднена. На втором этаже расположились помещения, где жили монахи — келейники патриарха. Третий этаж скита заняли церковь Богоявления (освящена в 1662 году), келья Никона, трапезная и приёмная, которую предваряла прихожая. Четвёртый этаж — восьмигранная в плане церковь апостолов Петра и Павла (освящена в 1662 году), небольшая колокольня и миниатюрная келья, в которой можно поместиться только сидя. На келью с западной стороны ведет наружная лестница.

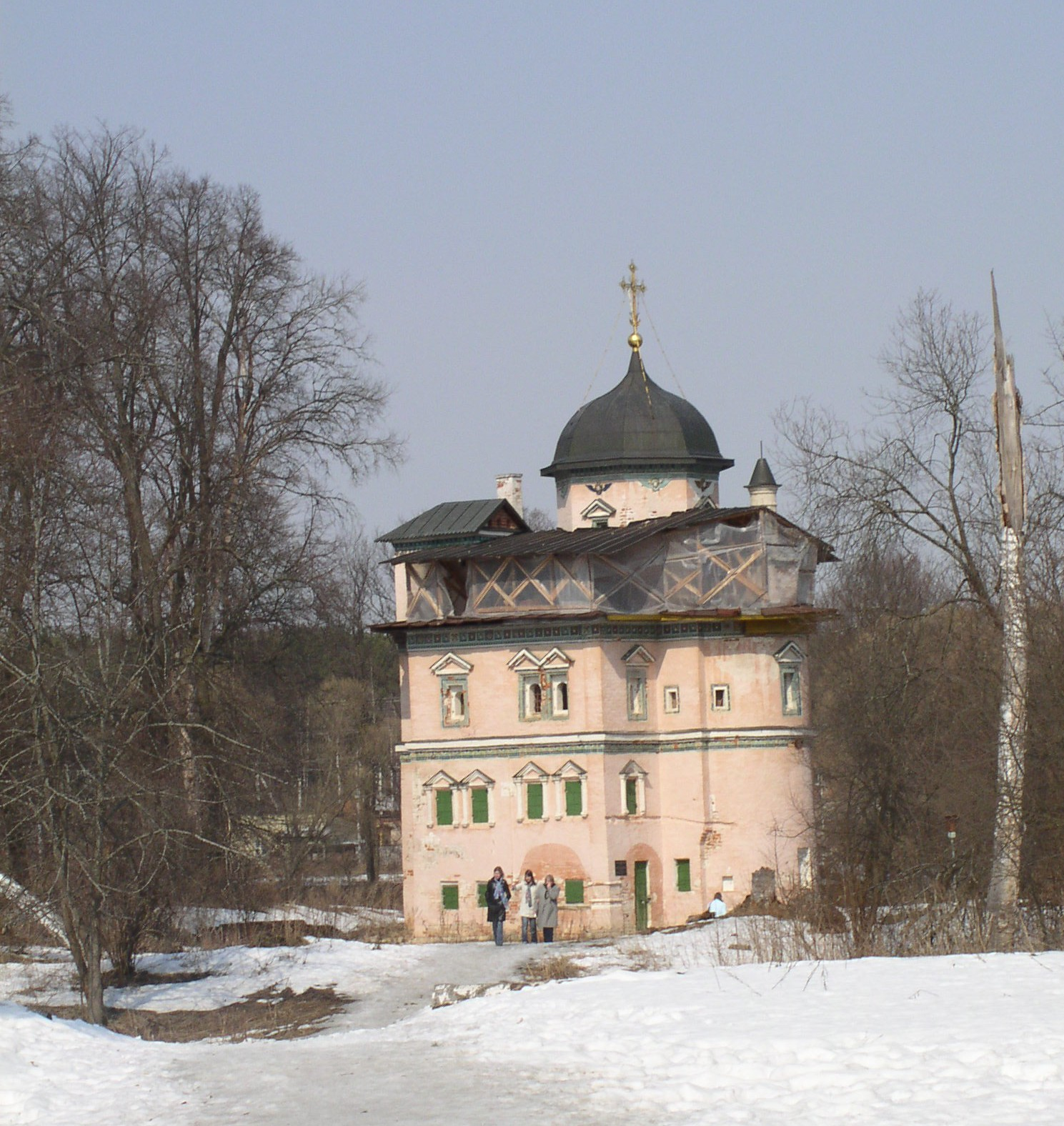
Скит Никона. Южный фасад. 2007

Два верхних этажа сооружались в те годы, когда в Новоиерусалимском монастыре было налажено производство изразцов, поэтому два последних яруса получили изразцовый декор, характерный для зданий всего монастырского комплекса, исключая использование ордерных форм. На двух верхних этажах наличники окон, карнизы и порталы, как в интерьере, так и на фасаде скита выложены изразцами. Изразцовыми были также печи и полы скита.
Как отмечают исследователи, при скромных размерах здание имеет многозначный архитектурный образ. Его северный и южный фасады декоративным решением сближаются с жилыми постройками XVII века, а также напоминают более ранние храмы Великого Новгорода с их завершениями, нарушающими симметрию. Восточный фасад, более вытянутый, его устремление вверх подчеркивают выступающая апсида и венчающая здание восьмигранная церковь. Западный фасад оживляет лестница, ведущая в уединённую келью на кровле.
В XIX веке нижний хозяйственный этаж был заглублён в землю, при этом были скрыты окна первого яруса, и скит Никона считался с тех пор трёхэтажной постройкой с подвальным помещением. Во время Великой Отечественной войны скит, в отличие от остального монастырского комплекса, не пострадал. В послевоенные годы в нём были размещены коммунальные квартиры, в это время был утрачен изразцовый декор полов и разобраны облицованные керамикой печи.

## Реставрация

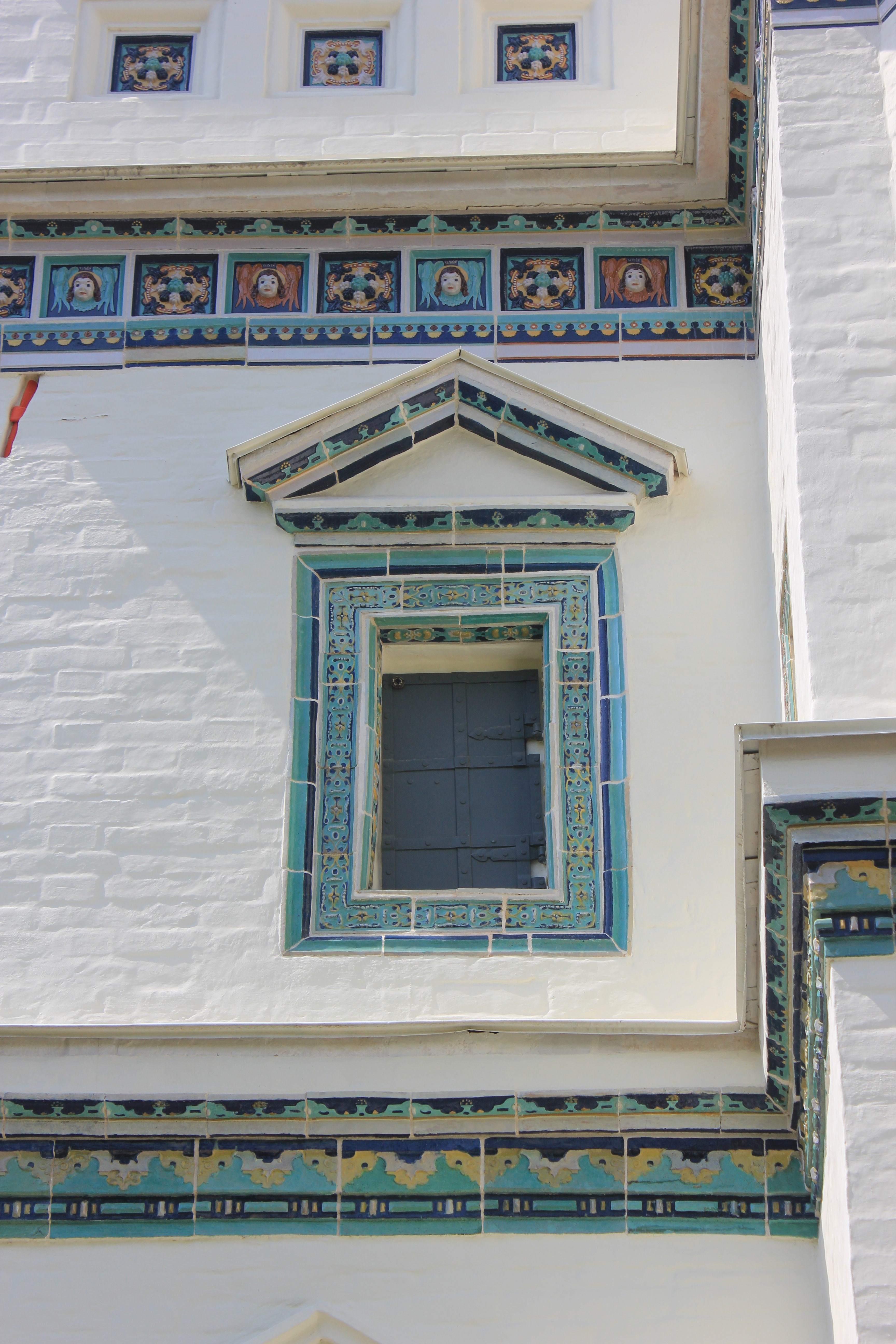
Изразцовый декор после реставрации, начатой в 2016 году

Скит Никона реставрировался в середине 1970-х годов, работы проходили под руководством архитектора Г. В. Алферовой. На первом этапе работ (1975) были проведены раскопки, открыты руины крыльца на западном фасаде и обнаружено большое количество изразцов. В ходе реставрационных работ был открыт нижний этаж постройки, после снятия многочисленных слоев поздних побелок определен первоначальный цвет фасадов — они были оштукатурены цемяночным раствором розового цвета. Керамический декор сооружения восстанавливался с 1983 года, был создан заново карниз над третьим ярусом северного фасада, восполнены утраты изразцов на других фасадах. Была проведена научно-исследовательская работа по восстановлению облика интерьеров скита.